# Prima lumină (astronomie)

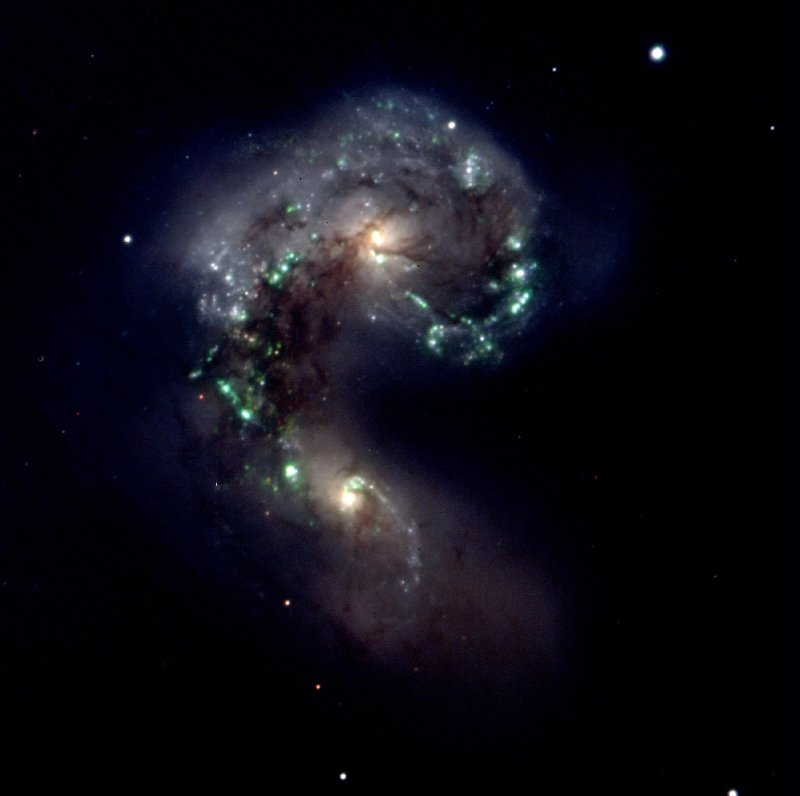
„Prima lumină” realizată de Very Large Telescope

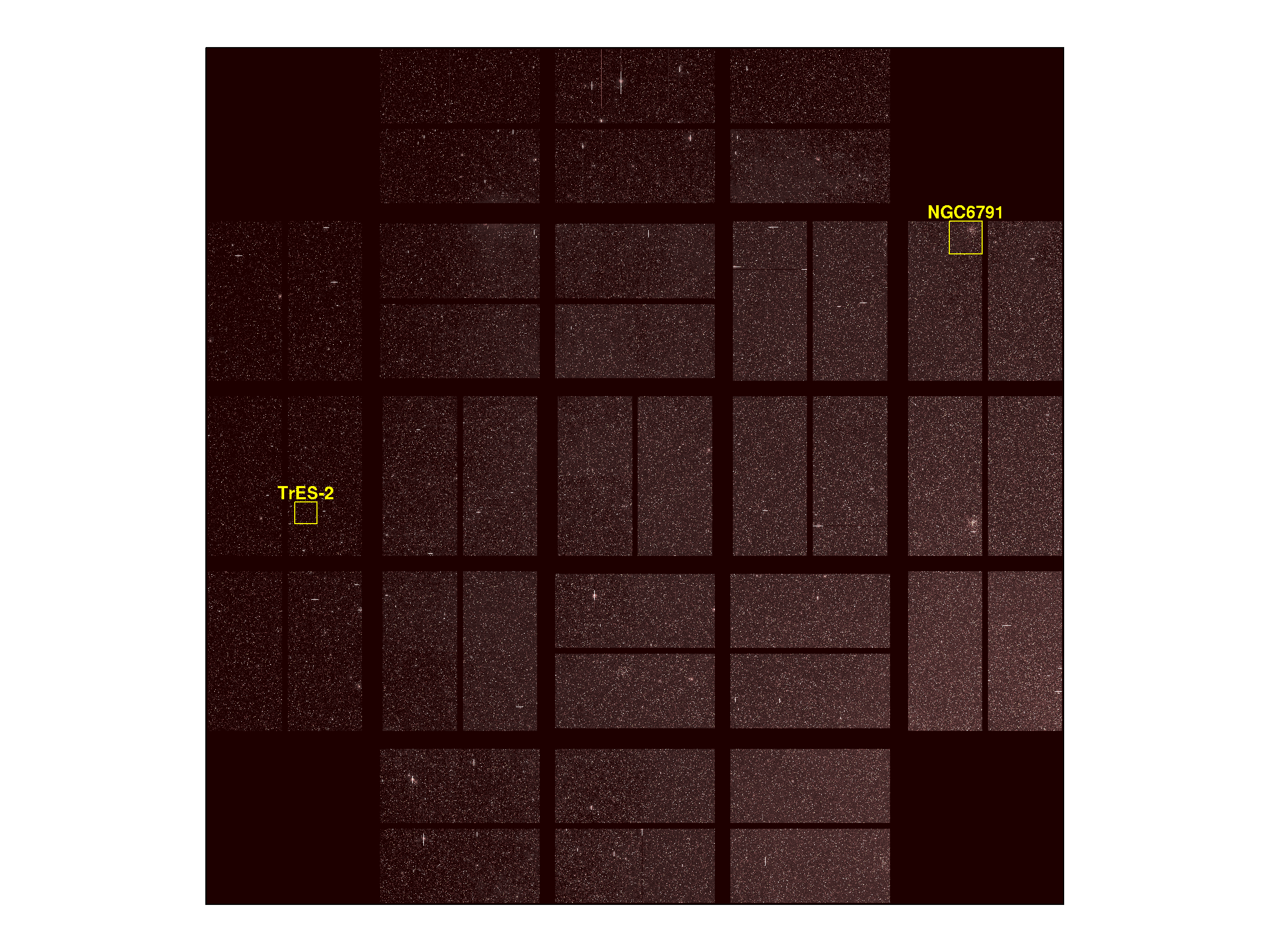
„Prima lumină” a telescopului misiunii Kepler

Prima lumină în astronomie este prima utilizare a unui telescop (sau, în general, a unui nou instrument), pentru a lua o imagine astronomică după ce a fost construit. Acest lucru de multe ori nu este prima vizionare cu ajutorul telescopului; testele optice, adeseori, efectuându-se anterior pentru a regla componentele. Prima „lumină” este în mod normal de interes științific mic și este de proastă calitate, deoarece diferitele elemente ale telescopului necesită încă să fie ajustate pentru o eficiență optimă. În ciuda acestui fapt, o primă lumină este întotdeauna un moment de mare emoție, atât pentru cei care au proiectat-o sau au construit telescopul, și pentru comunitatea astronomică. Un obiect astronomic bine-cunoscut și spectaculos este de obicei ales ca subiect al „primei lumini”.